# Imelda de' Lambertazzi
Imelda de' Lambertazzi è un'opera lirica in due atti di Gaetano Donizetti su libretto di Andrea Leone Tottola.

## Introduzione
L'opera, composta nel 1830, debuttò al 'San Carlo' di Napoli il cinque di settembre di quello stesso anno (il primo Bonifacio fu Antonio Tamburini), con modesto successo, come testimoniano le sole tre recite, ed ebbe, a suo tempo, poca fama: fu replicata soltanto a Napoli l'anno seguente, a Venezia al Teatro San Crisostomo, a Senigallia nel 1856 e in Spagna nel 1840. Anc'oggi l'opera è, integralmente, poco messa in scena: uniche date eventuali, quella del 1989 in Lugano (con il mezzosoprano Floriana Sovilla ) e quella del 2007 in Londra (con incisione per l'etichetta discografica Opera Rara); entrambe le rappresentazioni furono però in forma concertistica. Il 31 ottobre 1993, nell'ambito del Festival di Bergamo, vennero eseguite le pagine più importanti dell'opera.
William Ashbrook individua in Imelda l'opera che segna il pieno raggiungimento da parte di Donizetti della fiducia in se stesso; i caratteri salienti di questo lavoro sono, secondo Ashbrook, «l'energia primitiva e fragorosa» delle scene di massa e la disposizione delle parti vocali: il protagonista maschile, Bonifacio, è un baritono a cui è affidato un ruolo romantico, in opposizione al suo rivale politico Lamberto, tenore, mentre Imelda ha una tessitura inusuale di mezzosoprano acuto.
A livello narrativo, l'opera sostiene il genuino e nuovo indirizzo romantico-frenetico, già inaugurato, pochi anni prima, da Bellini con vigile elaborazione musicale del suo primo capolavoro, Il Pirata (libretto del Romani); livello al quale Donizetti si atterrà per evolvere ad una musicalità sempre più originale nel segno spiccatamente tragico della sua ulteriore maturità compositiva.

## Cast della prima assoluta
| Personaggio | Interprete             |
| ----------- | ---------------------- |
| Imelda      | Antonietta Galzerani   |
| Lamberto    | Berardo Calvari Winter |
| Bonifacio   | Antonio Tamburini      |
| Orlando     | Giovanni Basadonna     |
| Ubaldo      | Gennaro Ambrosini      |
| Ugo         | Michele Benedetti      |

## Trama
La trama dell'opera ha molti elementi in comune con la vicenda di Romeo e Giulietta: i due protagonisti sono i rampolli di due famiglie rivali, i Lambertazzi (ghibellini, come i Montecchi) e i Gieremei (guelfi, come i Capuleti). Per singolare coincidenza, il 1830 vide il debutto di un'altra opera incentrata su un tema simile: I Capuleti e i Montecchi di Vincenzo Bellini su libretto di Felice Romani.

### Atto I
Il popolo di Bologna chiede la pace al pretore Orlando, poiché le guerre intestine tra Lambertazzi e Gieremei stanno spargendo troppo sangue. Tuttavia Orlando e suo figlio Lamberto non vogliono tregua, dato che intendono vendicarsi dei rivali (il padre di Bonifacio si è reso colpevole dell'omicidio della moglie di Orlando). Imelda, innamorata ricambiata dai Bonifacio, erede della famiglia nemica, è sconvolta. Bonifacio, dal canto suo, cerca di favorire la pace proponendo un matrimonio di riconciliazione tra lui e Imelda, ma ciò suscita solo lo sdegno dei Lambertazzi e la minaccia di nuovi scontri.

### Atto II
Lamberto cerca di scoprire se tra la sorella e il rivale c'è veramente qualcosa: egli s'inventa di aver ucciso Bonifacio, scatenando il dolore di Imelda; avuta la prova, svela la verità e minaccia la sorella di porre fine al loro amore. Bonifacio, intanto, scrive ad Imelda una lettera in cui le raccomanda di presentarsi nel giardino della sua villa per fuggire in seguito con lei. La lettera però viene letta anche da Lamberto e Orlando: Lamberto decide di spiare l'appuntamento della sorella e di Bonifacio, e quindi ferisce il rivale con un pugnale avvelenato, mentre a Bologna infuria la guerra civile (i Ghibellini stanno facendo strage dei Guelfi, lo stesso padre di Bonifacio cade vittima di Lamberto). Imelda cerca di salvare l'amato succhiando il veleno dalla ferita, ma invano: Bonifacio muore e lei stessa segue la sua sorte, invocando invano il perdono del padre.

## Struttura dell'opera
- Preludio

### Atto I
- 1 Introduzione All'armi! (Coro, Orlando, Lamberto, Ubaldo)
- 2 Scena e cavatina Amarti, e nel martoro (Imelda)
- 3 Duetto Non sai qual periglio (Imelda, Bonifacio)
- 4 Finale Del cittadino al dritto (Coro, Lamberto, Orlando, Ubaldo, Bonifacio, Imelda)

### Atto II
- 5 Duetto Di Bonifacio il padre (Lamberto, Imelda)
- 6 Coro e cavatina Imelda a me volgea (Bonifacio)
- 7 Duetto Deh, cedi a chi t'adora (Bonifacio, Imelda)
- 8 Coro e aria finale Padre, son rea, lo vedo (Imelda)

## Discografia
| Anno | Cast: Imelda, Lamberto, Orlando, Bonifacio, Ubaldo                               | Direttore, Coro e Orchestra | Etichetta                            |
| ---- | -------------------------------------------------------------------------------- | --- | ------------------------------------ |
| 1989 | Floriana Sovilla, Diego D'Auria, Fausto Tenzi, Andrea Martin, Gastone Sarti      | Marc Andreae, Orchestra e Coro della Radiotelivisione della Svizzera Italiana (Registrazioni dal vivo a Lugano, 15-19 febbraio) | Audio CD: Nuova Era 6778/6779 (2 CD) |
| 2007 | Nicole Cabell, Massimo Giordano, Frank Lopardo, James Westman, Brindley Sherratt | Mark Elder, Orchestra of the Age of Enlightenment e Geoffrey Mitchell Choir                                                     | Audio CD: Opera Rara ORC 36 (2 CD)   |